# 世界トライアスロンシリーズ
世界トライアスロンシリーズ（英: World Triathlon Championship Series）は、トライアスロンの世界最高峰の大会シリーズ。ワールドトライアスロンが毎年開催している。距離は基本的にオリンピックと同じスタンダードディスタンス（スイム1.5km・バイク40km・ラン10km、合計51.5km）で行われるが、大会によっては距離が異なる場合もある。

## 概要
世界の複数か所で大会を行い、年間を通じた合計点数で年間優勝を争う。最終戦となるファイナル（2019年まではグランドファイナル）は上位選手が出場できる。
日本では、横浜大会を横浜開港月間の一環として毎年5月に横浜市の山下公園を中心とするコースで2009年から開催している。

## 歴史
1989年に初開催。2008年までは1大会で世界王者を決めていたが、2009年からは1シーズン複数大会を行い成績に応じて与えられるポイント数の合計で王者を決めるシリーズ制を導入した。
2009年から2011年までは「世界選手権シリーズ」だったが、2012年にシリーズ名を「世界トライアスロンシリーズ」に変更した。

## 歴代大会結果

### 男子
| 1大会制時代    | 1大会制時代       | 1大会制時代      | 1大会制時代                              | 1大会制時代                               | 1大会制時代                              |
| 年             | 開催日            | 開催地           | 金                                       | 銀                                        | 銅                                       |
| -------------- | ----------------- | ---------------- | ---------------------------------------- | ----------------------------------------- | ---------------------------------------- |
| 1989年         | 08月06日          | アヴィニョン     | マーク・アレン1時間58分45秒              | グレン・クック2時間00分03秒               | リック・ウェルズ2時間00分55秒            |
| 1990年         | 09月15日          | オーランド       | グレッグ・ウェルチ1時間51分36秒          | ブラッド・ビーブン1時間52分40秒           | スティーブン・フォスター1時間52分46秒    |
| 1991年         | 10月13日          | クイーンズランド | マイルズ・スチュワート1時間48分20秒      | リック・ウェルズ1時間48分22秒             | マイク・ピッグ1時間48分22秒              |
| 1992年         | 09月12日          | ハンツビル       | サイモン・レッシング1時間49分04秒        | ライナー・ミュラー＝ヘルナー1時間49分29秒 | ロブ・バレル1時間49分43秒                |
| 1993年         | 08月22日          | マンチェスター   | スペンサー・スミス1時間51分20秒          | サイモン・レッシング1時間53分02秒         | ハミシュ・カーター1時間53分28秒          |
| 1994年         | 11月27日          | ウェリントン     | スペンサー・スミス1時間51分04秒          | ブラッド・ビーブン1時間51分49秒           | ラルフ・エッゲルト1時間52分40秒          |
| 1995年         | 11月12日          | カンクン         | サイモン・レッシング1時間48分28秒        | ブラッド・ビーブン1時間49分22秒           | ラルフ・エッゲルト1時間49分49秒          |
| 1996年         | 08月24日          | クリーブランド   | サイモン・レッシング1時間39分50秒        | ルク・ヴァンリルデ1時間40分11秒           | レアンドロ・マセド1時間41分00秒          |
| 1997年         | 11月16日          | パース           | クリス・マコーマック1時間48分29秒        | ハミシュ・カーター1時間48分42秒           | サイモン・レッシング1時間49分07秒        |
| 1998年         | 08月30日          | ローザンヌ       | サイモン・レッシング1時間55分30秒        | ポール・エイミー1時間55分57秒             | マイルズ・スチュワート1時間56分04秒      |
| 1999年         | 09月12日          | モントリオール   | ドミトリー・ガーグ1時間45分25秒          | サイモン・レッシング1時間45分31秒         | マイルズ・スチュワート1時間45分47秒      |
| 2000年         | 04月30日          | パース           | オリビエ・マルソー1時間51分39秒          | ピーター・ロバートソン1時間51分53秒       | クレイグ・ウォルトン1時間51分58秒        |
| 2001年         | 07月22日          | エドモントン     | ピーター・ロバートソン1時間48分00秒      | クリス・ヒル1時間48分11秒                 | クレイグ・ワトソン1時間48分13秒          |
| 2002年         | 11月09日-10日     | カンクン         | イバン・ラーニャ1時間50分40秒            | ピーター・ロバートソン1時間51分06秒       | アンドリュー・ジョンズ1時間51分17秒      |
| 2003年         | 12月06日-07日     | クイーンズタウン | ピーター・ロバートソン1時間54分13秒      | イバン・ラーニャ1時間54分37秒             | オリビエ・マルソー1時間54分52秒          |
| 2004年         | 05月09日          | マデイラ諸島     | ビーバン・ドカティ1時間41分04秒          | イバン・ラーニャ1時間41分05秒             | ドミトリー・ガーグ1時間41分17秒          |
| 2005年         | 09月10日-11日     | 蒲郡             | ピーター・ロバートソン1時間49分31秒      | レト・フグ1時間49分36秒                   | ブラッド・カーフェルト1時間49分44秒      |
| 2006年         | 09月02日-03日     | ローザンヌ       | ティム・ドン1時間51分32秒                | ハミシュ・カーター1時間51分49秒           | フレデリック・ブローブル1時間52分12秒    |
| 2007年         | 08月30日-09月02日 | ハンブルク       | ダニエル・ウンガー1時間43分18秒          | ハビエル・ゴメス1時間43分22秒             | ブラッド・カーフェルト1時間43分35秒      |
| 2008年         | 06月05日-08日     | バンクーバー     | ハビエル・ゴメス1時間49分48秒            | ビーバン・ドカティ1時間50分12秒           | レト・フグ1時間50分17秒                  |
| シリーズ制時代 |                   |                  |                                          |                                           |                                          |
| シーズン       | GF開催日          | GF開催地         | 総合優勝                                 | 総合2位                                   | 総合3位                                  |
| 2009年         | 09月09日-13日     | ゴールドコースト | アリスター・ブラウンリー4400点           | ハビエル・ゴメス3959点                    | マイク・ペツォルト3442点                 |
| 2010年         | 09月08日-12日     | ブダペスト       | ハビエル・ゴメス3789点                   | シュテフェン・ユストゥス3139点            | ブラッド・カーフェルト3112点             |
| 2011年         | 09月09日-11日     | 北京             | アリスター・ブラウンリー4285点           | ジョナサン・ブラウンリー3992点            | ハビエル・ゴメス3671点                   |
| 2012年         | 10月20日-22日     | オークランド     | ジョナサン・ブラウンリー4935点           | ハビエル・ゴメス4845点                    | ドミトリー・ポリャンスキー3822点         |
| 2013年         | 09月14日-15日     | ロンドン         | ハビエル・ゴメス4220点                   | ジョナサン・ブラウンリー4195点            | マリオ・モーラ3726点                     |
| 2014年         | 08月26日-09月01日 | エドモントン     | ハビエル・ゴメス4860点                   | マリオ・モーラ4601点                      | ジョナサン・ブラウンリー4501点           |
| 2015年         | 09月15日–20日     | シカゴ           | ハビエル・ゴメス4930点                   | マリオ・モーラ4794点                      | ヴァンサン・ルイ4421点                   |
| 2016年         | 09月11日-18日     | コスメル         | マリオ・モーラ4819点                     | ジョナサン・ブラウンリー4815点            | フェルナンド・アラルサ4087点             |
| 2017年         | 09月14日-17日     | ロッテルダム     | マリオ・モーラ4728点                     | ハビエル・ゴメス4311点                    | クリスティアン・ブルンメンフェルト4281点 |
| 2018年         | 09月12日-16日     | ゴールドコースト | マリオ・モーラ6081点                     | ヴァンサン・ルイ5060点                    | ジェイコブ・バートホイッスル4884点       |
| 2019年         | 08月30日-9月01日  | ローザンヌ       | ヴィンセント・ルイス5095点               | マリオ・モーラ4939点                      | ハビエル・ゴメス4533点                   |
| 2020年         | 09月05日-6日      | ハンブルク       | ヴィンセント・ルイス49分13秒             | バスコ・ヴィラサ49分15秒                  | レオ・ベルジェール49分18秒               |
| 2021年         | 08月21日-22日     | エドモントン     | クリスティアン・ブルンメンフェルト3927点 | マルテン・バンリール3594点                | アレックス・イー3289点                   |
| 2022年         | 11月25日-26日     | アブダビ         | レオ・ベルジェール4741点                 | アレックス・イー4721点                    | ヘイデン・ワイルド4696点                 |
| 2023年         | 9月23日-24日      | ポンテベドラ     | ドリアン・コニン4237点                   | ヘイデン・ワイルド4061点                  | レオ・ベルジェール4002点                 |
| 2024年         | 10月17日-20日     | トレモリーノス   | アレックス・イー4069点                   | レオ・ベルジェール3728点                  | ヘイデン・ワイルド3726点                 |

### 女子
| 1大会制時代    | 1大会制時代       | 1大会制時代      | 1大会制時代                            | 1大会制時代                             | 1大会制時代                           |
| 年             | 開催日            | 開催地           | 金                                     | 銀                                      | 銅                                    |
| -------------- | ----------------- | ---------------- | -------------------------------------- | --------------------------------------- | ------------------------------------- |
| 1989年         | 08月06日          | アヴィニョン     | エリン・ベイカー2時間10分00秒          | ジャン・リップル2時間10分32秒           | ローリー・サミュエルソン2時間12分48秒 |
| 1990年         | 09月15日          | オーランド       | カレン・スマイヤーズ2時間03分32秒      | キャロル・モンゴメリー2時間03分47秒     | ジョイ・ハンセン2時間03分50秒         |
| 1991年         | 10月13日          | クイーンズランド | ジョアン・リッチー2時間02分04秒        | テリー・スミス2時間02分10秒             | ミシェリー・ジョーンズ2時間02分49秒   |
| 1992年         | 09月12日          | ハンツビル       | ジーン・ジョーンズ2時間02分07秒        | ジョアン・リッチー2時間03分21秒         | メリッサ・マンタク2時間04分27秒       |
| 1993年         | 08月22日          | マンチェスター   | ミシェリー・ジョーンズ2時間07分41秒    | カレン・スマイヤーズ2時間07分43秒       | ジョアン・リッチー2時間08分46秒       |
| 1994年         | 11月27日          | ウェリントン     | エマ・カーニー2時間03分18秒            | アネッテ・ペデルセン2時間05分31秒       | サラ・ハロウ2時間06分52秒             |
| 1995年         | 11月12日          | カンクン         | カレン・スマイヤーズ2時間04分58秒      | ジャッキー・ギャラガー2時間05分22秒     | ジョイ・ルートナー2時間05分49秒       |
| 1996年         | 08月24日          | クリーブランド   | ジャッキー・ギャラガー1時間50分51秒    | エマ・カーニー1時間51分43秒             | キャロル・モンゴメリー1時間52分06秒   |
| 1997年         | 11月16日          | パース           | エマ・カーニー1時間59分22秒            | ジャッキー・ギャラガー1時間59分36秒     | ミシェリー・ジョーンズ2時間00分48秒   |
| 1998年         | 08月30日          | ローザンヌ       | ジョアン・キング2時間07分24秒          | ミシェリー・ジョーンズ2時間08分03秒     | イブリン・ウィリアムソン2時間08分12秒 |
| 1999年         | 09月12日          | モントリオール   | ロレッタ・ハロップ1時間55分28秒        | ジャッキー・ギャラガー1時間56分00秒     | エマ・カーニー1時間56分19秒           |
| 2000年         | 04月30日          | パース           | ニコル・ハケット1時間54分43秒          | キャロル・モンゴメリー1時間54分49秒     | ミシェリー・ジョーンズ1時間55分25秒   |
| 2001年         | 07月22日          | エドモントン     | シーリー・リンゼイ1時間58分50秒        | ミシェリー・ジョーンズ1時間59分41秒     | ジョアンナ・ザイガー1時間59分55秒     |
| 2002年         | 11月09日-10日     | カンクン         | レアンダ・ケイブ2時間01分31秒          | バーバラ・リンクイスト2時間01分40秒     | ミシェル・ディロン2時間02分10秒       |
| 2003年         | 12月06日-07日     | クイーンズタウン | エマ・スノーシル2時間06分40秒          | ローラ・ベネット2時間08分03秒           | ミシェリー・ジョーンズ2時間08分05秒   |
| 2004年         | 05月09日          | マデイラ諸島     | シェイラ・タオルミーナ1時間52分17秒    | ロレッタ・ハロップ1時間52分28秒         | ローラ・ベネット1時間53分00秒         |
| 2005年         | 09月10日-11日     | 蒲郡             | エマ・スノーシル1時間58分02秒          | アナベル・ラックスフォード1時間59分42秒 | ローラ・ベネット1時間59分55秒         |
| 2006年         | 09月02日-03日     | ローザンヌ       | エマ・スノーシル2時間04分02秒          | バネッサ・フェルナンデス2時間04分48秒   | フェリシティ・アブラム2時間05分13秒   |
| 2007年         | 08月30日-09月02日 | ハンブルク       | バネッサ・フェルナンデス1時間53分27秒  | エマ・スノーシル1時間54分31秒           | ローラ・ベネット1時間54分37秒         |
| 2008年         | 06月05日-08日     | バンクーバー     | ヘレン・タッカー2時間01分37秒          | サラ・ハスキンス2時間01分41秒           | サマンサ・ウォリナー2時間02分32秒     |
| シリーズ制時代 |                   |                  |                                        |                                         |                                       |
| シーズン       | GF開催日          | GF開催地         | 総合優勝                               | 総合2位                                 | 総合3位                               |
| 2009年         | 09月09日-13日     | ゴールドコースト | エマ・モファット4340点                 | リサ・ノルデン4130点                    | アンドレア・ヒューイット3462点        |
| 2010年         | 09月08日-12日     | ブダペスト       | エマ・モファット3806点                 | ニコラ・スピリグ3413点                  | リサ・ノルデン3390点                  |
| 2011年         | 09月09日-11日     | 北京             | ヘレン・ジェンキンス4023点             | アンドレア・ヒューイット3836点          | サラ・グロフ2783点                    |
| 2012年         | 10月20日-22日     | オークランド     | リサ・ノルデン4531点                   | アンネ・ハウグ4340点                    | アンドレア・ヒューイット3893点        |
| 2013年         | 09月14日-15日     | ロンドン         | ノン・スタンフォード4220点             | ジョディー・スティンプソン3805点        | アンネ・ハウグ3110点                  |
| 2014年         | 08月26日-09月01日 | エドモントン     | グウェン・ジョーゲンセン5085点         | サラ・グロフ3987点                      | アンドレア・ヒューイット3845点        |
| 2015年         | 09月15日–20日     | シカゴ           | グウェン・ジョーゲンセン5200点         | アンドレア・ヒューイット4079点          | サラ・トゥルー4073点                  |
| 2016年         | 09月11日-18日     | コスメル         | フローラ・ダフィー4691点               | グウェン・ジョーゲンセン4435点          | 上田藍3616点                          |
| 2017年         | 09月14日-17日     | ロッテルダム     | フローラ・ダフィー5200点               | アシュリー・ジェントル4320点            | ケイティ・ザファーズ4302点            |
| 2018年         | 09月12日-16日     | ゴールドコースト | ビッキー・ホランド5540点               | ケイティ・ザファーズ5488点              | ジョージア・テイラー＝ブラウン4183点  |
| 2019年         | 08月30日-9月01日  | ローザンヌ       | ケイティ・ザファーズ5095点             | ジェシカ・リアマンス5326点              | ジョージア・テイラー＝ブラウン5191点  |
| 2020年         | 09月05日-6日      | ハンブルク       | ジョージア・テイラー＝ブラウン54分16秒 | フローラ・ダフィー54分25秒              | ラウラ・リンデマン54分39秒            |
| 2021年         | 08月21日-22日     | エドモントン     | フローラ・ダフィー3861点               | テイラー・ニブ3486点                    | テイラー・スパイビー3239点            |
| 2022年         | 11月25日-26日     | アブダビ         | フローラ・ダフィー5105点               | ジョージア・テイラー＝ブラウン5081点    | テイラー・ニブ4179点                  |
| 2023年         | 9月23日-24日      | ポンテベドラ     | ベス・ポッター4559点                   | カサンドル・ボーグラン4410点            | エマ・ロンバルディ3702点              |
| 2024年         | 10月17日-20日     | トレモリーノス   | カサンドル・ボーグラン4000点           | ベス・ポッター3792点                    | エマ・ロンバルディ3508点              |

### 注
1. 1 2  同一人物。2000年大会後に国籍をフランスからスイスへ変更
2. 1 2  1大会のみの実施。距離はスイム750m、バイク18.9km、ラン5kmで実施[4]。
3. 1 2  同一人物。2008年大会後に結婚し、夫の姓を名乗るように
4. 1 2  同一人物。2014年に結婚し、夫の姓を名乗るように

## 国別メダル数
2024年終了時。
| 順位 | 国名                          | Gold | Silver | Bronze |
| ---- | ----------------------------- | ---- | ------ | ------ |
| 1    | オーストラリア                | 19   | 16     | 14     |
| 2    | イギリス                      | 18   | 12     | 7      |
| 3    | スペイン                      | 9    | 9      | 4      |
| 4    | アメリカ合衆国                | 8    | 9      | 14     |
| 5    | フランス                      | 6    | 3      | 6      |
| 6    | バミューダ                    | 4    | 1      | 0      |
| 7    | ニュージーランド              | 2    | 7      | 11     |
| 8    | カナダ                        | 1    | 4      | 2      |
| 9    | ドイツ                        | 1    | 3      | 5      |
| 10   | ポルトガル                    | 1    | 2      |        |
| 11   | スウェーデン                  | 1    | 1      | 1      |
| 12   | カザフスタン                  | 1    |        | 1      |
| 13   | スイス                        |      | 2      | 2      |
| 14   | ベルギー                      |      | 2      |        |
| 15   | デンマーク                    |      | 1      |        |
| 16   | ブラジル オランダ ロシア 日本 |      |        | 1      |

## シリーズ開催地
2009年以降
| 国               | 都市             | 年   | 年   | 年   | 年   | 年   | 年   | 年   | 年   | 年   | 年   | 年   | 年   | 年   |
| 国               | 都市             | 2009 | 2010 | 2011 | 2012 | 2013 | 2014 | 2015 | 2016 | 2017 | 2018 | 2019 | 2020 | 2021 |
| ---------------- | ---------------- | ---- | ---- | ---- | ---- | ---- | ---- | ---- | ---- | ---- | ---- | ---- | ---- | ---- |
| オーストラリア   | ゴールドコースト | GF   |      |      |      |      |      | •    | •    | •    | GF   |      |      |      |
| オーストラリア   | シドニー         |      | •    | •    | •    |      |      |      |      |      |      |      |      |      |
| オーストリア     | キッツビュール   | •    | •    | •    | •    | •    |      |      |      |      |      |      |      |      |
| バミューダ       | バミューダ諸島   |      |      |      |      |      |      |      |      |      | •    | •    |      |      |
| カナダ           | エドモントン     |      |      |      |      |      | GF   | •    | •    | •    | •    | •    |      | GF   |
| カナダ           | モントリオール   |      |      |      |      |      |      |      |      | •    | •    | •    |      | •    |
| 中国             | 北京             |      |      | GF   |      |      |      |      |      |      |      |      |      |      |
| ドイツ           | ハンブルク       | •    | •    | •    | •    | •    | •    | •    | •    | •    | •    | •    | •    | •    |
| イギリス         | リーズ           |      |      |      |      |      |      |      | •    | •    | •    | •    |      | •    |
| イギリス         | ロンドン         | •    | •    | •    |      | GF   | •    | •    |      |      |      |      |      |      |
| ハンガリー       | ブダペスト       |      | GF   |      |      |      |      |      |      |      |      |      |      |      |
| 日本             | 横浜             | •    |      | •    | •    | •    | •    | •    | •    | •    | •    | •    |      | •    |
| メキシコ         | コスメル         |      |      |      |      |      |      |      | GF   |      |      |      |      |      |
| オランダ         | ロッテルダム     |      |      |      |      |      |      |      |      | GF   |      |      |      |      |
| ニュージーランド | オークランド     |      |      |      | GF   | •    | •    | •    |      |      |      |      |      |      |
| 南アフリカ共和国 | ケープタウン     |      |      |      |      |      | •    | •    | •    |      |      |      |      |      |
| 韓国             | ソウル           |      | •    |      |      |      |      |      |      |      |      |      |      |      |
| 韓国             | 統営             | •    |      |      |      |      |      |      |      |      |      |      |      |      |
| スペイン         | マドリード       | •    | •    | •    | •    | •    |      |      |      |      |      |      |      |      |
| スウェーデン     | ストックホルム   |      |      |      | •    | •    | •    | •    | •    | •    |      |      |      |      |
| スイス           | ローザンヌ       |      |      | •    |      |      |      |      |      |      |      | GF   |      |      |
| アメリカ合衆国   | シカゴ           |      |      |      |      |      | •    | GF   |      |      |      |      |      |      |
| アメリカ合衆国   | サンディエゴ     |      |      |      | •    | •    |      |      |      |      |      |      |      |      |
| アメリカ合衆国   | ワシントンD.C.   | •    |      |      |      |      |      |      |      |      |      |      |      |      |
| アラブ首長国連邦 | アブダビ         |      |      |      |      |      |      | •    | •    | •    | •    | •    |      | •    |

GF = グランドファイナル